# Sugata Mitra
Sugata Mitra (* 12. února 1952 Kalkata) je indický informatik a vědec zabývající se vzděláváním. V Anglii vyučuje jako profesor vzdělávacích technologií na School of Education, Communication and Language Sciences, která je součástí Newcastle University ve městě Newcastle upon Tyne a také jako hostující profesor v Media Lab na Massachusetts Institute of Technology (MIT).
V roce 1999 prováděl svůj experiment Hole in the Wall, při kterém zkoumal chování dětí, které se učily bez toho, aby je někdo instruoval a dohlížel na ně. Na základě výsledků tohoto experimentu National Institute of Information Technology (NIIT) založil za pomoci Světové banky projekt Hole-in-the-Wall Education Ltd. (HiWEL) s cílem umožnit dětem ze znevýhodněného prostředí se vzdělávat s nepatrnými náklady.
V roce 2012 za své aktivity obdržel Leonardo European Corporate Learning Award. O rok později získal TED Prize, která je dotována milionem dolarů.